# ترا (ماهواره)
ماهوارهٔ ترا (به انگلیسی: Terra) یا EOS AM-1 ماهواره پژوهشی علمی چندملیتی ناسا است که در مدار خورشیدآهنگ به دور زمین می‌گردد. این ماهواره سیستم فرماندهی دیدبانی زمین است. واژهٔ ترا از واژهٔ لاتین Terra به معنی زمین گرفته شده‌است. این ماهواره در تاریخ ۱۸ دسامبر ۱۹۹۹ از پایگاه نیروی هوایی وندنبرگ با موشک اطلس ۲ به فضا پرتاب گردید و از تاریخ ۲۴ فوریهٔ ۲۰۰۰ آغاز به جمع‌آوری داده نمود. ترا دارای ۵ حسگر از راه دور برای نظارت بر وضعیت محیط زیست زمین و تغییرات اقلیمی می‌باشد.

## ابزارها
ماهواره ترا دارای پنج سنجنده و ابزار سنجش از دور است که در پایش محیط زیست و وضعیت اقلیمی کره زمین کاربرد دارند. این ابزارها عبارتند از:
- رادیومتر پیشرفته فضابرد بازتابی و گسیل گرمایی (ASTER)
- سامانه انرژی تابشی ابرها و زمین (CERES)
- پرتوسنج طیفی تصویربرداری چندزاویه‌ای (MISR)
- تابش‌سنج طیفی تصویربرداری با وضوح متوسط (MODIS)
- سنجش آلودگی در تروپوسفر (MOPITT)

## نگارخانه

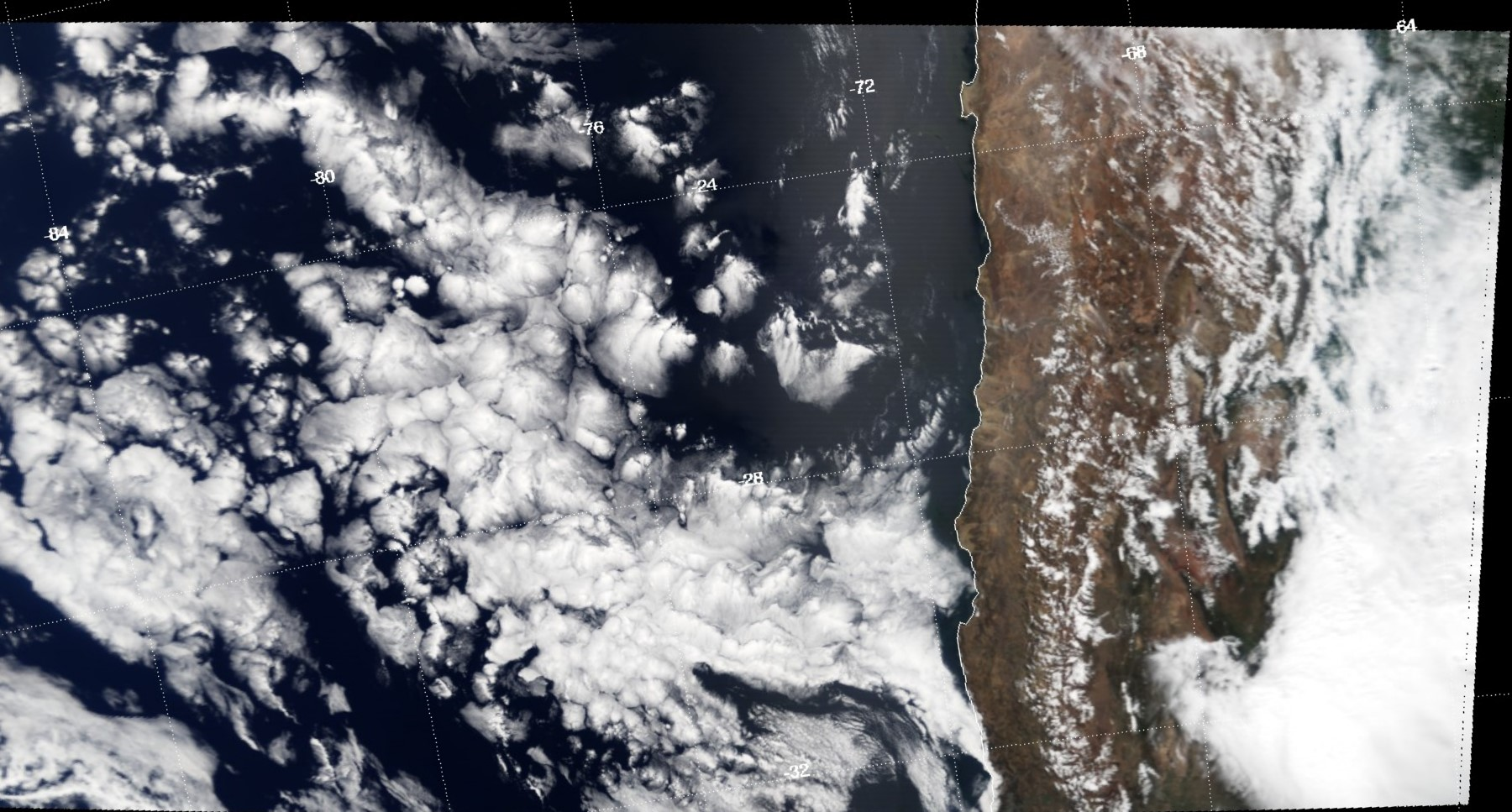
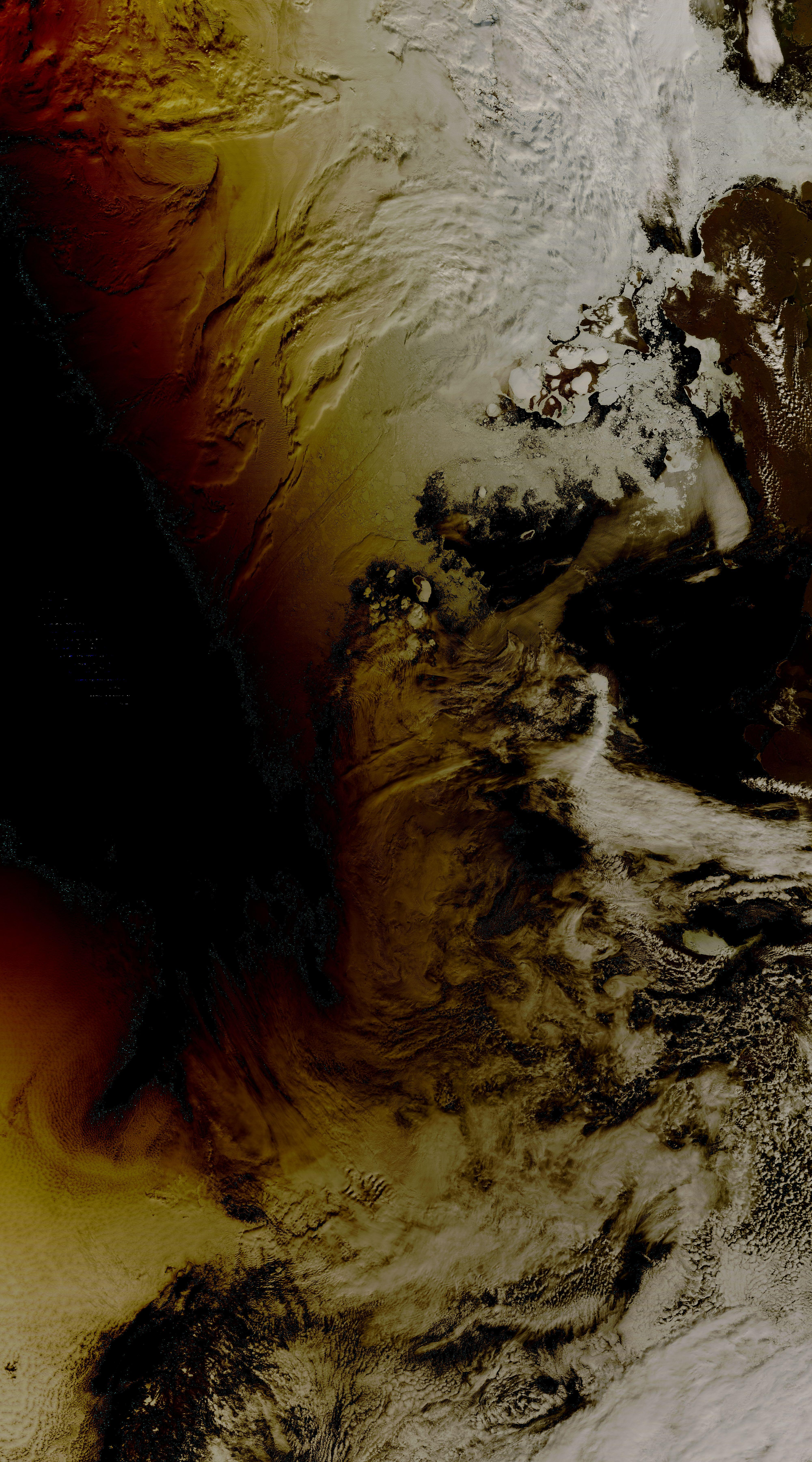
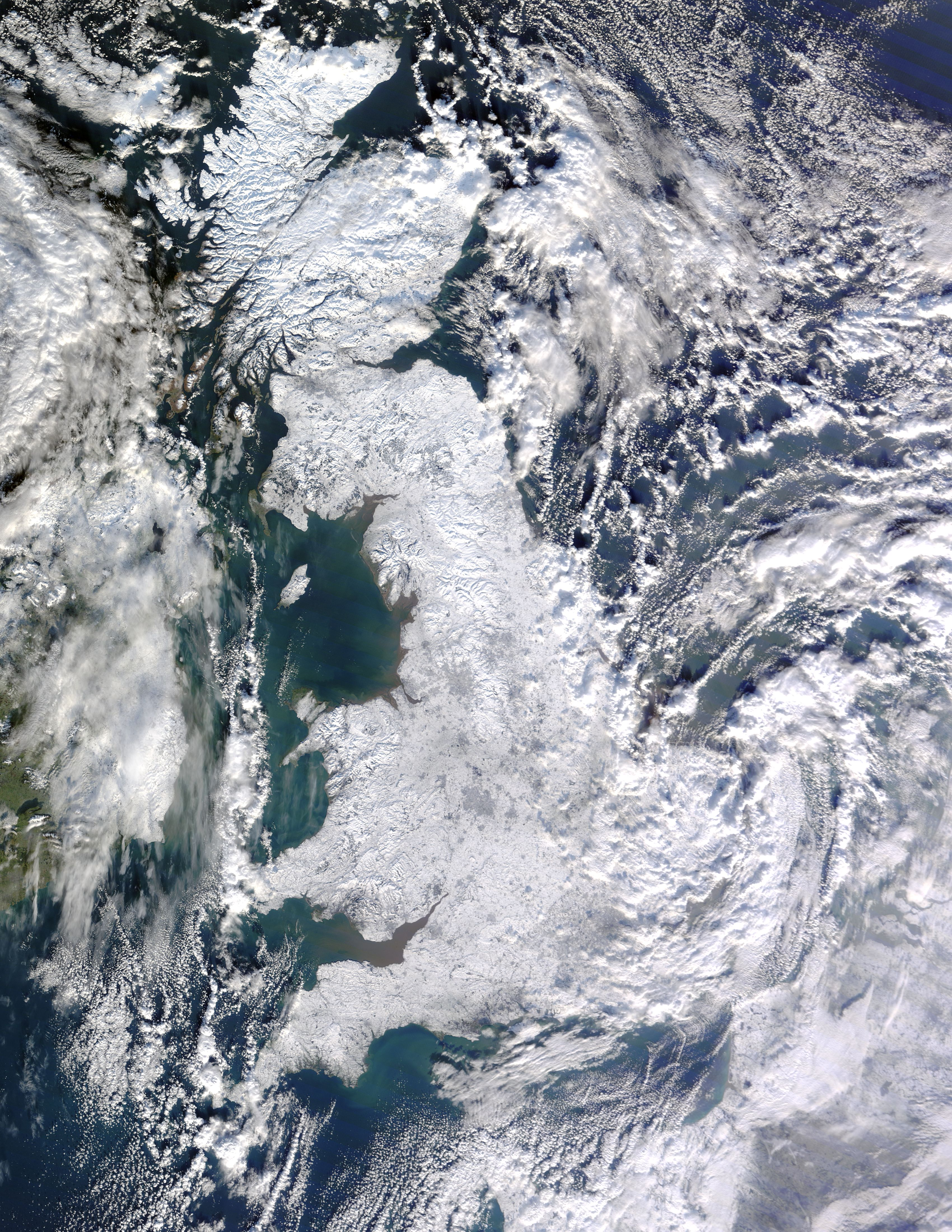
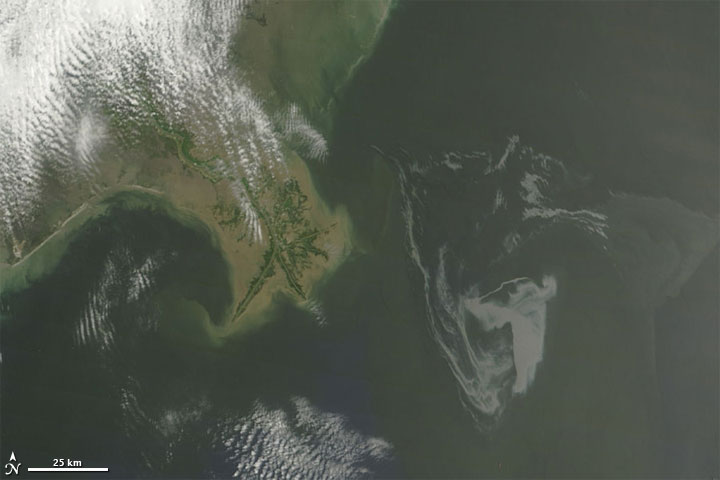
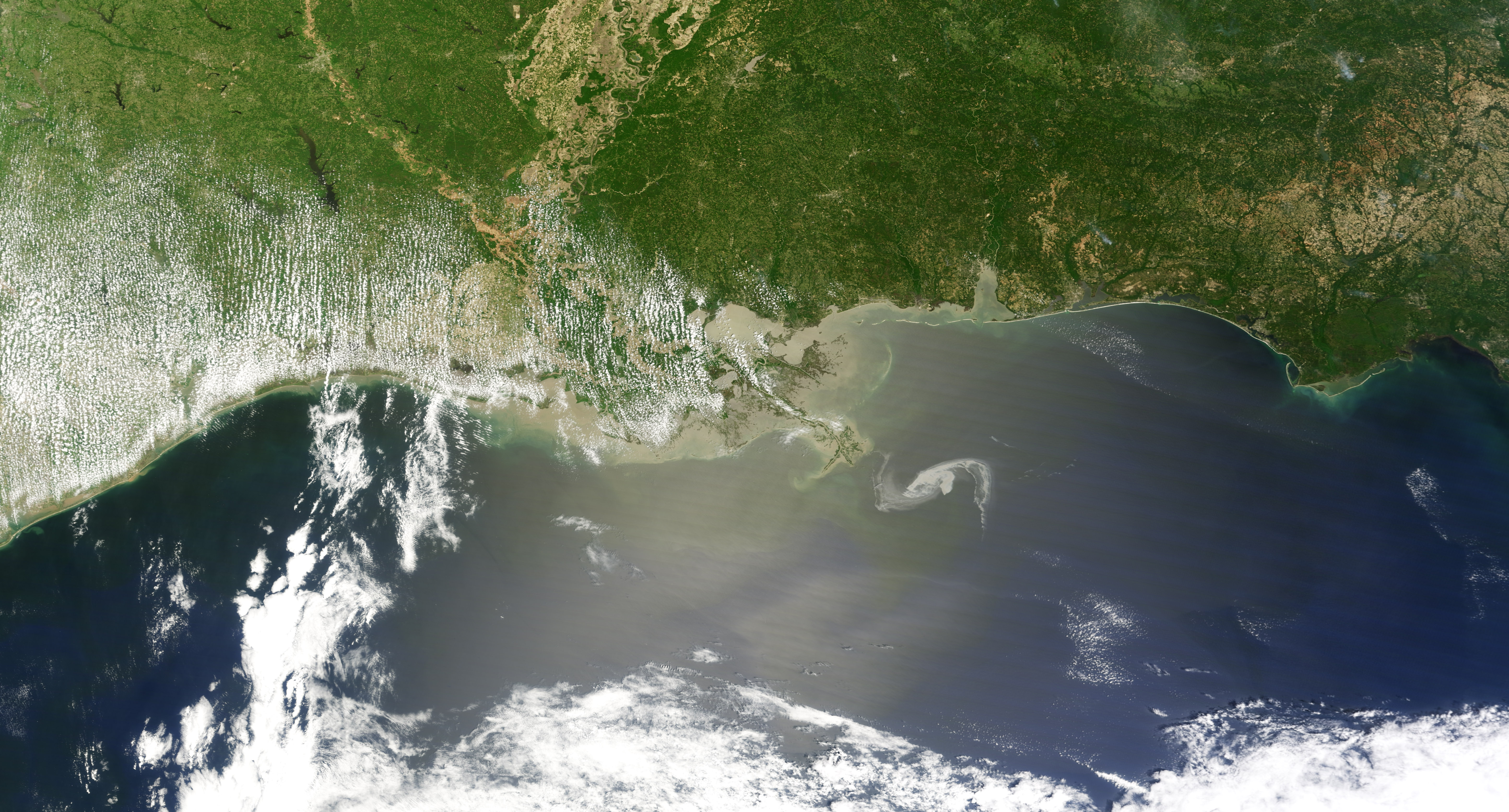
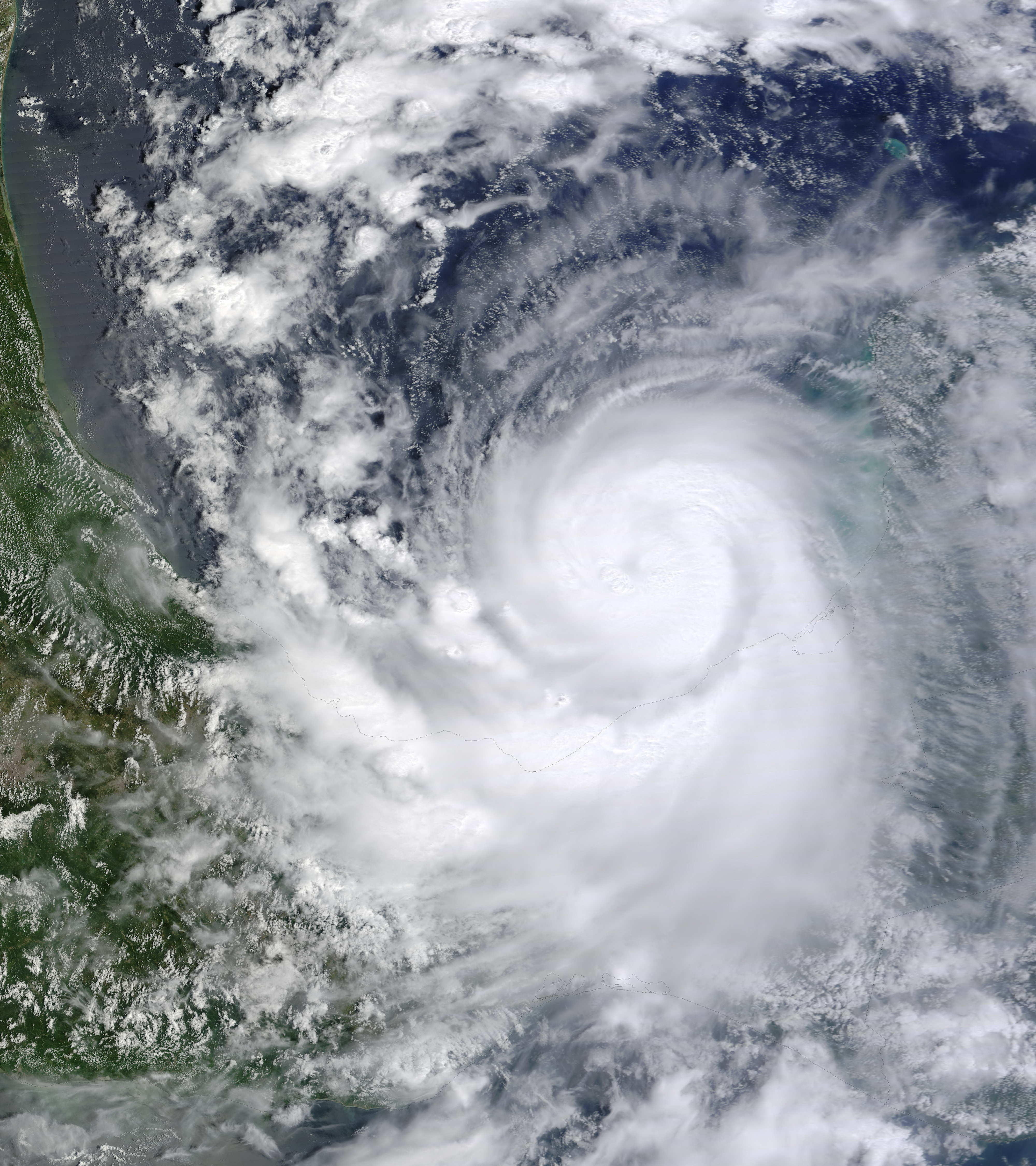